# ستاره میستو (ناحیه فریدک-میستک)
ستاره میستو (ناحیه فریدک-میستک) (به چکی: Staré Město) یک منطقهٔ مسکونی در جمهوری چک است که در ناحیه فریدک-میستک واقع شده‌است. ستاره میستو ۴٫۶۸ کیلومتر مربع مساحت و ۱٬۲۶۴ نفر جمعیت دارد و ۳۰۱ متر بالاتر از سطح دریا واقع شده‌است.